# 平川工業大學
平川工業大學位於平壤市平川區域，成立於1970年9月，是一所職工業餘大學，學制為5年，該校以教授應用技術為主，設置了機械工程、電氣工程、電子學、信息、化學和工業經營等專業，務求令學員學以致用。